# Vitor Júnior
Vitor Júnior (ur. 15 września 1986) – brazylijski piłkarz występujący na pozycji pomocnika.

## Kariera klubowa
Od 2005 roku występował w klubach SC Internacional, Cruzeiro EC, Dinamo Zagrzeb, Koper, Sport Recife, Santos FC, Kawasaki Frontale, Atlético Goianiense, Corinthians Paulista, Botafogo, Coritiba, Figueirense, Siam Navy, Al-Qadisiyah, Aktöbe i ABC.